# Стеван Субић
Стеван Субић, (Зрењанин, 1982) српски је стрип цртач, сценариста и писац, графички дизајнер и илустратор.
Аутор је фанзина „Жута цигла“ и радио емисије „Мухоловка“. Добитник десет награда за кратку форму стрипа. Објавио је шест ауторских графичких новела. Цртач стрипова за италијанску, француску и америчку стрип продукцију. Најпознатији је по раду на стриповима Тарзан и Конан. Његови стрипови преведени су на 16 језика.

## Биографија
Почео је да црта стрипове још као дјечак. Са деветнаест година је престао да црта и стрипу се вратио тек девет година касније. Након што је престао са цртањем окренуо се другим медијима у којима би изразио себе. Радио је на штампаним и електронским медијима. Писао сценарије, глумио и монтирао материјал за радио емисију "Мухоловка" (Пуно име емисије је Радио Мухоловка, Кинески Скок Курс All Stars). Идеја о експерименталном формату настала је 2001. године, а 2002. је почело емитовање; прво на Радио Зрењанину, потом на Радио Којоту и Федри. Ову емисију, која је била намијењена младима и њиховој едукацији, уређивао је у периоду од 2002. до 2008. године. О овој емисији Субић каже: "Мухоловка је почела као нешто што би било аудио формат стрипа. Замишљао сам је као нешто што бих корстио да бих испричао своје приче као што бих их причао у стрипу, али кроз сасвим други медиј. Један господин из позоришта, слушајући Мухоловку тада прокоментарисао је да је то најстрипскији радио формат који је икада чуо. Мени је то било занимљиво, јер нико није знао да сам икада нешто цртао. А да је стрип основа, то је још мање људи знало. Мухоловка ми је била нешто то би заправо био стрип, али ми је у том периоду била много дража за изведбу јер сам могао да пишем ствари које су биле драматизоване, сам формат у скечевима и шпицама, све је до краја било некако стрписки". Организовао је концерте и трибине, уређивао гласила која су окупљала и ангажовала младе људе, на првом мјесту фанзин "Жута цигла" који је имао велики одјек у зрењанинској јавности раних 2000тих.
Сарадник је бројних организација који се баве младима у Зрењанину и у Србији, одржава радионице са најмлађим и младима, хуманитарне акције и предавања. Имао је осам наступа пред публиком - мастеркласова (Сарајево, Херцег Нови, Нови Сад, Зрењанин) на којима на великим форматима (1,5 x 3 m ) илуструје и елаборира о деветој умјетности. Повремени је гостујући предавач на Новосадској академији умјетности на класи цртежа и илустрације. Његови радови су изложени или се налазе у приватним колекцијама на свим континентима. Имао је седам самосталних и већи број групних изложби. У Рамбујеу је имао велику самосталну изложбу која је трајала два мјесеца.
Стрипом озбиљније почиње да се бави 2009. године. У септембру исте године учествује на салону стрипа у Студентском културном центру у Београду гдје се представио са стрипом од четири табле под називом "Брук Халабрин" са којим је освојио награду. У периоду од 2009. до 2012. године ради кратке ауторске стрипове, од којих су већина награђивани на домаћим и иностраним фестивалима и објављивани у домаћим и страним часописима (Највише у Италији и италијанским онлајн магазинима "Verticalismi", "Rusty Dogs"). Његови стрипови у овом периоду освајају десет награда од којих су пет биле главне на стрип фестивалима у Србији, Хрватској и Сјеверној Македонији. На међународном такмичењу "Conflicts War Balloons" у Ђенови 2011. године осваја Grand Prix који му је додијелио жири којим је предсједавао Серђо Топи. Његов побједнички стрип "Конфликти" и наредни "Трагови" више су му пута објављивани и награђивани у Србији и иностранству. Као илустратор и графички дизајнер црта насловне стране часописа, промотивне и позоришне плакате. Као један од млађих аутора учествовао је својим радовима у постави велике изложбе "Три генерације савременог српског стрипа" у Француском институту у Београду 2013, а исте године уврштен је у први том "Balkan Comic Connections", својеврсне енциклопедије балканског стрипа.
Његов први профeсионални посао је сарадња са издавачком кућом Серђо Бонели едиторе 2012. године на серијалу "Адам Вајлд" по сценарију Ђанкарла Манфредија. За овај серијал нацртао је двије епизоде, број 8 под називом "Господар хијена" (2018.) и број 23 под називом "Коленсо" (2022.) У Србији је ове двије епизоде објавила издавачка кућа "Финикс прес". Субић је за "Бонели" нацртао и 65 број из серијала "Приче" код нас преведен као "Трећи дан" (Il terzo giorno) по сценарију Изака Фридла и Марка Нучија. Овај стрип је у Србији објавила издавачка кућа "Весели четвртак". У јуну 2022. у Италији је објављен 9 епизода из серијала "Сензанима" (спин-оф "Драгонера") коју је за "Бонели" такође нацртао Субић по сценарију Луке Барбијерија.
Рад на серијалу "Адам Вајлд" била је добра препорука за Француску, највеће европско тржиште и једно од најзахтјевнијих у свијету. На француској стрип сцени дебитовао је 2015. године када је објављен десети албум из серијала "Човјек године" под називом "1666" за издавачку кућу "Делкур", а по сценарију Никола Мустаја и Фреда Дивала. Поред тога у наредном периоду је за "Делкур" урадио два албума "Моријартија". Потом је услиједила сарадња са издавачком кућом "Солеј" за коју је цртао стрип "Тарзан" по сценарију Кристофа Бека. Стрип је у Француској објављен 2021, а већ наредне године у Србији га је објавила издавачка кућа "Макондо". Почетком 2018. године контактирао га је чувени стрип аутор Жан-Давид Морван и понудио му је да ради за француску издавачку кућу "Глен" на новом албуму "Конан од Кимерије: Ксутал, град сумрака" поново по сценарију Кристофа Бека. Конан је у Франсуцкој објављен у јануару 2022, истовремено је објављен у Србији такође у издању "Маконда".  Током 2021. сарађује са једном од водећих гејминг компанија BLIZZARD на пројекту "Дијабло".
Тренутно ради за "DC comics" на серијалу "The Riddler: Year One", заједно са глумцем Пол Дејном гдје ради цртеж и колор. То је званични преднаставак филма "Бетмен" који је режирао Мет Ривс.

## Награде и признања
- 2012. године – „10th Comic Showroom VELES 2011”, Велес, Сјеверна Македонија
- 2011. године – „International contest „Conflicts – War Baloons”, Ђенова, Италија
- 2011. године – „XIII Балканска смотра младих стрип аутора", Лесковац, Србија
- 2010. године – „Ријека доброг стрипа“, Ријека, Хрватска

Током 2021. је проглашен за Личност године Зрењанина у области културе од стране читалаца листа "Зрењанин", а лист "Данас" га је, за исту годину, уврстио на листу двадесет утицајних личности Зрењанина из области културе.